# تامی ماگی
تامی ماگی (به انگلیسی: Tommy Magee) بازیکن فوتبال زادهٔ ۶ مه ۱۸۹۹ اهل کشور انگلستان که سابقهٔ بازی در تیم ملی فوتبال انگلستان را در کارنامهٔ خود دارد. وی در تاریخ ۵ مارس ۱۹۲۳ نخستین بازی ملی خود را در مقابل تیم ملی فوتبال ولز انجام داد و با حضور در ۵ بازی ملی، در تاریخ ۲۱ مه ۱۹۲۵ واپسین بازی ملی‌اش را در برابر تیم ملی فوتبال فرانسه برگزار کرد.